# هوارد وارن بافت
هوارد وارن بافت (بالإنجليزية: Howard Warren Buffett)‏ هو مصور أمريكي، ولد في 14 أكتوبر 1983 في أوماها في الولايات المتحدة.